# Polska na Letnich Igrzyskach Olimpijskich 1924
Letnie Igrzyska Olimpijskie 1924 były pierwszymi w historii, w których wzięła udział Polska. Chociaż w Igrzyskach od początku startowali uczestnicy nie tylko oficjalnych państw, ale też wydzielonych w nich jednostek autonomicznych (np. Wielkie Księstwo Finlandii w Imperium Rosyjskim czy Bohemia w Austro-Węgrzech), Polska, figurująca wtedy pod nazwą Kraju Nadwiślańskiego, była jedną z prowincji Rosji, do której nie wysyłano zaproszeń na imprezy. W czasie Igrzysk 1920 istniała już niepodległa Polska, lecz zajęta wojną z bolszewikami, odrzuciła ofertę udziału (podobnie zresztą jak Rosja).
| Występy Polaków na Letnich Igrzyskach Olimpijskich 1924 |     |       |        |      |      |      |      |      |      |        |
| Sportowcy                                               | Lp. | złoto | srebro | brąz | 4 m. | 5 m. | 6 m. | 7 m. | 8 m. | Punkty |
| 65                                                      | 22. | –     | 1      | 1    | 0    | 1    | 1    | 1    | 0    | 24     |

## Opis
Polacy startowali w 10 dyscyplinach. W lekkoatletyce występowali tylko mężczyźni. Prawie we wszystkich konkurencjach odpadli w eliminacjach. Najlepszym miejscem mógł się pochwalić dziesięcioboista Antoni Cejzik, który był 12. na 36 zawodników. Podobnie występowali nasi w szermierce, boksie, wioślarstwie i żeglarstwie odpadając po eliminacjach. Trochę lepiej zaprezentowali się zapaśnicy w stylu klasycznym, zajęli 7. i 13. miejsce. Dobrą 9. lokatę uzyskał Marian Borzemski w konkurencji strzelania z pistoletu szybkostrzelnego. Inni nasi strzelcy uplasowali się na bardzo odległych pozycjach. Medale nasi reprezentanci zdobyli w dwóch dyscyplinach: kolarstwie i jeździectwie. W kolarstwie w konkurencji 4000 m na dochodzenie drużynowo znakomite drugie miejsce i srebrny medal wywalczyli Józef Lange, Jan Łazarski, Tomasz Stankiewicz i Franciszek Szymczyk. Ponadto znakomite 5. miejsce zajął Józef Lange w konkurencji 50 km na torze. W jeździectwie brązowy medal w konkurencji skoki przez przeszkody wywalczył Adam Królikiewicz na koniu Picador. Drużynowo zajmowali Polacy w konkurencji WKKW i skokach przez przeszkody odpowiednio 7. i 6. miejsce. Polska była reprezentowana również w piłce nożnej. Specjalnie przygotowywano się do tego turnieju. W skład reprezentacji wchodzili najlepsi piłkarze z czołowych polskich klubów Cracovii, Pogoni Lwów, Warty Poznań. Zawieszono nawet rozgrywki ligowe w 1924 roku aby nic nie odciągało uwagi polskich piłkarzy. W losowaniu polscy reprezentacji niefortunnie trafili na Węgry, jedną z najsilniejszych wówczas ekip. Mecz zakończył się zwycięstwem Węgier 5:0. W następnej rundzie Węgrzy odpadli z Egiptem po przegranej 3:0. Występ reprezentacji uznano w Polsce za udany, za wielki sukces uważano wywalczenie dwóch medali. Podobnie jak występy w Chamonix udział reprezentacji młodego Państwa Polskiego miał przede wszystkim charakter propagandowy.

## Zdobyte medale
| Medal  | Zawodnik                                                        | Dyscyplina  | Konkurencja                     | Rezultat | Data     |
| ------ | --------------------------------------------------------------- | ----------- | ------------------------------- | -------- | -------- |
| Srebro | Józef Lange Jan Łazarski Tomasz Stankiewicz Franciszek Szymczyk | Kolarstwo   | wyścig drużynowy na dochodzenie | 5:23,0   | 27 lipca |
| Brąz   | Adam Królikiewicz na koniu Picador                              | Jeździectwo | skoki przez przeszkody          | 10,00    | 27 lipca |

## Występy Polaków

### Boks
- Adam Świtek – waga półśrednia, przegrał 1. walkę (1. eliminacja)
- Jan Ertmański – waga półśrednia, przegrał 1. walkę (2. eliminacja)
- Eugeniusz Nowak – waga średnia, przegrał 1. walkę (2. eliminacja)
- Jan Gerbich – waga półciężka, przegrał 1. walkę (2. eliminacja)
- Tomasz Konarzewski – waga ciężka, przegrał 1. walkę (eliminacja)

### Jeździectwo
- Adam Królikiewicz – konkurs skoków, 3. miejsce (brązowy medal)
- Karol Rómmel – konkurs skoków, 10. miejsce; WKKW, 10. miejsce
- Zdzisław Dziadulski – konkurs skoków, 28. miejsce
- Kazimierz Szosland – konkurs skoków, 32. miejsce; WKKW, 23. miejsce
- Kazimierz De Rostwo-Suski – WKKW, 24. miejsce
- Tadeusz Komorowski – WKKW, 26. miejsce
- Drużyna (Królikiewicz, Rómmel, Dziadulski, Szosland) – konkurs skoków, 6. miejsce
- Drużyna (Rómmel, Szosland, Rostwo-Suski, Komorowski) – WKKW, 7. miejsce

### Kolarstwo
- Józef Lange, Jan Łazarski, Tomasz Stankiewicz, Franciszek Szymczyk – tor, 4000 m na dochodzenie, 2. miejsce (srebrny medal)
- Józef Lange – tor, 50 kilometrów, 5. miejsce
- Jan Łazarski – tor, sprint, odpadł w repasażach po eliminacjach; 50 kilometrów, nie sklasyfikowany
- Franciszek Szymczyk – tor, sprint, odpadł w repasażach po ćwierćfinałach
- Oswald Miller – szosa, 48. miejsce
- Feliks Kostrzębski – szosa, 55. miejsce
- Kazimierz Krzemiński – szosa, 59. miejsce
- Wiktor Hoechsman – szosa, nie ukończył
- Drużyna (Miller, Kostrzębski, Krzemiński, Hoechsman) – szosa, 14. miejsce

### Lekka atletyka
- Aleksander Szenajch – 100 metrów, odpadł w eliminacjach; 200 metrów, odpadł w eliminacjach
- Zygmunt Weiss – 100 metrów, odpadł w eliminacjach; 200 metrów, odpadł w eliminacjach
- Władysław Dobrowolski – 100 metrów, odpadł w eliminacjach
- Stanisław Sośnicki – 100 metrów, odpadł w eliminacjach; skok w dal, odpadł w eliminacjach
- Stanisław Świętochowski – 400 metrów, odpadł w eliminacjach
- Stefan Ołdak – 400 metrów, odpadł w eliminacjach; 800 metrów, odpadł w eliminacjach
- Stefan Kostrzewski – 800 metrów, odpadł w eliminacjach; 1500 metrów, odpadł w eliminacjach
- Józef Jaworski – 800 metrów, odpadł w eliminacjach; 1500 metrów, odpadł w eliminacjach
- Stanisław Ziffer – 5000 metrów, odpadł w eliminacjach; 3000 metrów z przeszkodami, odpadł w eliminacjach
- Stefan Szelestowski – 5000 metrów, odpadł w eliminacjach
- Drużyna (Julian Łukaszewicz, Szelestowski, Ziffer) – 3000 metrów drużynowo, odpadła w eliminacjach
- Stefan Adamczak – skok o tyczce, odpadł w eliminacjach
- Sławosz Szydłowski – rzut dyskiem, odpadł w eliminacjach; rzut oszczepem, odpadł w eliminacjach
- Antoni Cejzik – dziesięciobój, 12. miejsce

### Piłka nożna
- Mieczysław Wiśniewski, Wawrzyniec Cyl, Stefan Fryc, Zdzisław Styczeń, Stanisław Cikowski, Marian Spoida, Wacław Kuchar, Mieczysław Batsch, Józef Kałuża, Henryk Reyman, Leon Sperling – odpadła w pierwszym meczu

### Strzelectwo
- Marian Borzemski – pistolet szybkostrzelny, 9.–20. miejsce; karabin dowolny, pozycja dowolna, 60.–61.miejsce
- Stanisław Kowalczewski – pistolet szybkostrzelny, 21.–29. miejsce; karabin dowolny, pozycja dowolna, 58.miejsce
- Walery Maryański – pistolet szybkostrzelny, 21.–29. miejsce
- Bolesław Gościewicz – pistolet szybkostrzelny, 47.–49. miejsce
- Eugeniusz Waszkiewicz – karabin dowolny, pozycja dowolna, 63.–64.miejsce
- Władysław Świątek – karabin dowolny, pozycja dowolna, 65.–67.miejsce
- Drużyna (Franciszek Brożek, Borzemski, Gościewicz, Kowalczewski, Świątek) – karabin dowolny, pozycja dowolna, 15. miejsce

### Szermierka
- Wanda Dubieńska – floret, odpadła w eliminacjach
- Konrad Winkler – floret, odpadł w eliminacjach
- Drużyna Alfred Ader, Adam Papée, Konrad Winkler, Jerzy Zabielski – szabla, odpadła w eliminacjach

### Wioślarstwo
- Andrzej Osiecimski-Czapski – jedynki, odpadł w eliminacjach
- Antoni Brzozowski, Edmund Kowalec, Henryk Fronczak, Józef Szawara, Władysław Nadratowski (sternik) – czwórki ze sternikiem, odpadła w eliminacjach

### Zapasy
- Leon Rękawek – styl klasyczny, waga lekka, 13.–17. miejsce
- Wacław Okulicz-Kozaryn – styl klasyczny, waga średnia, 7.–8. miejsce

### Żeglarstwo
- Edward Bryzemejster – jole 12 stóp, odpadł w eliminacjach (9.–15. miejsce)